# Galeras (Kolumbia)
Galeras – miasto w Kolumbii, w departamencie Sucre.